# Andrea Bargel
Andrea Bargel  (* 18. Juli 1979) ist eine deutsche Tischtennis-Bundesligaspielerin. Bei Deutschen Einzelmeisterschaften der Erwachsenen gewann sie eine Bronzemedaille. 1994 gewann Andrea Bargel in Paris bei Schülerinnen Europameisterschaften Gold mit der Mannschaft sowie Bronze im Einzel.

## Werdegang
Andrea Bargel begann mit dem Tischtennissport beim Preetzer TSV. Schon in jungen Jahren verzeichnete sie mehrere Erfolge. So wurde sie 1994 und 1996 im Einzel Deutsche Meisterin der Schülerinnen und Mädchen sowie 1997 und 1998 im Mixed mit Markus Lietzau. 1994 wechselte sie in die Bundesliga zum Klub Kieler TTK. Nach mehreren Vereinsstationen schloss sie sich 2004 dem TTK Anröchte an, wo sie bis auf kurze Unterbrechungen bis zu ihrem Karriereende 2017 blieb. Mit Anröchte wurde sie 2010 Meister der 2. Bundesliga Nord, was ihr schon 2004 mit dem SC Poppenbüttel gelungen war. Ihr größter Erfolg war Bronze im Doppel mit Ulla Rottmann bei der Deutschen Meisterschaft 1996.

## Turnierergebnisse
| Verband | Veranstaltung              | Jahr | Ort           | Land | Einzel | Doppel | Mixed  | Team |        |
| ------- | -------------------------- | ---- | ------------- | ---- | ------ | ------ | ------ | ---- | ------ |
| GER     | Norddeutsche Meisterschaft | 1996 | Uetersen      | GER  |        | Gold   |        |      | [ 15 ] |
| GER     | NNiedrsachsenmeisterschaft | 1997 | Wrestedt      | GER  | Silber | Gold   |        |      | [ 16 ] |
| GER     | Norddeutsche Meisterschaft | 1998 | Jüterbog      | GER  | Silber | Silber | Bronze |      | [ 15 ] |
| GER     | Norddeutsche Meisterschaft | 1999 | Hamburg       | GER  | Gold   |        | Gold   |      | [ 15 ] |
| GER     | Norddeutsche Meisterschaft | 2000 | Beverstedt    | GER  | Bronze | Bronze | Bronze |      | [ 15 ] |
| GER     | Norddeutsche Meisterschaft | 2001 | Stralsund     | GER  | Gold   |        |        |      | [ 15 ] |
| GER     | Norddeutsche Meisterschaft | 2003 | Bremen        | GER  | Bronze | Bronze | Gold   |      | [ 15 ] |
| GER     | Norddeutsche Meisterschaft | 2004 | Kaltenkirchen | GER  | Gold   | Gold   | Bronze |      | [ 15 ] |